# ال فار
ال فار (به اسپانیایی: Alfar) یک منطقهٔ مسکونی در اسپانیا است که در آلت امپوردا واقع شده‌است. ال فار ۹٫۰ کیلومتر مربع مساحت دارد.